# H. Ayuntamiento de José María Morelos, Quintana Roo
El Honorable Ayuntamiento Constitucional de José María Morelos, Quintana Roo está integrado principal y primordialmente por el Honorable Cabildo, que es integrado por un Presidente Municipal, en él recae el poder ejecutivo; un Síndico Municipal, en el que recae el poder judicial y el poder legislativo recae en nueve Regidores, de los cuales seis son electos por mayoría relativa y tres por representación proporcional (pudiendo acceder a este puesto solo aquellos candidatos cabezas de planilla -presidente municipal, síndico municipal y primer regidor- que logren el 3% de la votación total en cada ronda de porcentaje de votación, dando preferencia a la jerarquía de las candidaturas en caso de empates en porcentajes de distintos candidatos).
El Ayuntamiento es electo para un periodo constitucional de tres años (trienio) que comienza sus funciones el día 30 de septiembre (hasta 2011 la fecha fue el 10 de abril) del año de la elección y desde 2016 pueden ser reelectos hasta por un siguiente periodo inmediato.
Su sede principal es el palacio municipal, al que por extensión, también se le suele llamar Ayuntamiento o Municipio. 

## Ayuntamientos Anteriores

### H. Ayuntamiento (1975 - 1978)
Presidente Municipal : José Cirilo Flota Valdéz
Síndico Municipal : Gabriel Domínguez Alonzo
Regidores
- Primer Regidor: Maximiliano Chi Colli
- Segundo Regidor: Alberto Cámara May
- Tercer Regidor: Calixto Eduardo Caballero May
- Cuarto Regidor: Lorenzo Varguez May
- Quinto Regidor: Herculano Medina Arceo

### H. Ayuntamiento (1978 - 1981)
Presidente Municipal : Artemio Caamal Hernández
Síndico Municipal : Anastasio Alcocer Díaz (1978-1979) - Fernando Cabrera (1979-1981)
Regidores
- Primer Regidor: Bernardo Valadez González
- Segundo Regidor: Juan Casimiro Martín Medina
- Tercer Regidor: Abundio Alfredo Hernández
- Cuarto Regidor: Nicolás Edilberto Romero Romero
- Quinto Regidor: Ramiro Pérez Angulo

### H. Ayuntamiento (1981 - 1984)
Presidente Municipal : Tomás Alfredo Flota Medina
Síndico Municipal : Julio Estrada Quirarte
Regidores
- Primer Regidor: Manuel Jesús Torres Novelo
- Segundo Regidor: Alberto Pacheco Acosta
- Tercer Regidor: Alicia Chi Dzul
- Cuarto Regidor: Martino Cahuich Miss
- Quinto Regidor: Roberto Alcocer Méndez

### H. Ayuntamiento (1984 - 1987)
Presidente Municipal : Fermín Sosa Castilla
Síndico Municipal : Gabriel González González
Regidores
- Primer Regidor: Alejandro Dzib Balam
- Segundo Regidor: Pedro Celestino Mahay Caamal
- Tercer Regidor: Efraín Pacheco Acosta
- Cuarto Regidor: Guadalupe Rosado Pat
- Quinto Regidor: Victor Aké Dzib
- Sexto Regidor: Fausto Catzín Motul
- Séptimo Regidor: Silverio Huchín Miss
- Octavo Regidor: Gilmer Várguez Pacheco

### H. Ayuntamiento (1987 - 1990)
Presidente Municipal : Sergio Miguel de la Cruz Osorno
Síndico Municipal : Luis Canul Uc
Regidores
- Primer Regidor: Víctor Javier Díaz Selem
- Segundo Regidor: Josué Can Calderón
- Tercer Regidor: Víctor Domínguez Alonzo
- Cuarto Regidor: Cirilo Flota Medina
- Quinto Regidor: Cándido Uc Wuitzil
- Sexto Regidor: Manuel May Pacheco
- Séptimo Regidor: Delfina Huchín Miss
- Octavo Regidor: Juan Diego Ek Chan

### H. Ayuntamiento (1990 - 1993)
Presidente Municipal : Eduardo José Espadas Tuyub (+) (abril de 1990 - septiembre de 1990)
Presidente Municipal Sustituto: José Francisco Sosa Dzul (septiembre de 1990 - abril de 1993)
Síndico Municipal : Jacinto Chi Seca
Regidores
- Primer Regidor: Hermilo Dzib Dzib
- Segundo Regidor: Galo Tuyub y Chi
- Tercer Regidor: Vicente de Paul May Maldonado (+)
- Cuarto Regidor: Margarito González Cantú
- Quinto Regidor: Rosa de Jesús Castillo Alonzo
- Sexto Regidor: Félix Cahuich Moo
- Séptimo Regidor: Lauro Benítez Benítez
- Octavo Regidor: Inocencio Caamal Noh

### H. Ayuntamiento (1993 - 1996)
Presidente Municipal : Ismael Gómez Tox
Síndico Municipal : Roberto May Salazar
Regidores
- Primer Regidor: Abraham Noh Caballero
- Segundo Regidor: Amelio Mukul Pinto
- Tercer Regidor: Álvaro Dzib Chan
- Cuarto Regidor: Luis Ovando Lastra
- Quinto Regidor: Leysdi Soledad Flota Medina
- Sexto Regidor: José Ku May
- Séptimo Regidor: Alfredo Rodríguez Castillo

### H. Ayuntamiento (1996 - 1999)
Presidente Municipal : Roger Cristino Flota Medina
Síndico Municipal : Martiniano Pérez Angulo
Regidores
- Primer Regidor: José Eladio Angulo Martín
- Segundo Regidor: Alfredo Ovando Lastra
- Tercer Regidor: María del Carmen Vázquez Godínez
- Cuarto Regidor: Galo Tuyub y Chi
- Quinto Regidor: Mildred Amparo Catzín Chuc
- Sexto Regidor: Jorge Andrés Flota Castillo
- Séptimo Regidor: Plácido Acosta García
- Octavo Regidor: Marco Antonio Rodríguez Estrella
- Noveno Regidor: Carmelo Caamal Cimé

### H. Ayuntamiento (1999 - 2002)
Presidente Municipal : José Domingo Flota Castillo
Síndico Municipal : Amelio Mukul Pinto
Regidores
- Primer Regidor: Leydi Noemí Blanco
- Segundo Regidor: Alberto Chan Dzul
- Tercer Regidor: Froylán Sosa Flota
- Cuarto Regidor: Elías Cimé Cool
- Quinto Regidor: Victoriano Teh López
- Sexto Regidor: José Ku May
- Séptimo Regidor: Luis Nájera Pech
- Octavo Regidor: Juan Tun Itzá
- Noveno Regidor:Manuel Tec Navarrete

### H. Ayuntamiento (2002 - 2005)
Presidente Municipal : Germán Aurelio Parra López
Síndico Municipal : Cirilo Flota Medina
Regidores
- Primer Regidor: Eulalio Trejo Escobedo
- Segundo Regidor: Roger Antonio Flota Castillo
- Tercer Regidor: Carlos José Manuel Cetina Alamilla
- Cuarto Regidor: Carolina Aracelly Sosa Flota
- Quinto Regidor: José Hidalgo Flores Ricárdez
- Sexto Regidor: José Fernando Dzib Chan
- Séptimo Regidor: Jorge Martín Angulo
- Octavo Regidor: Venancio Chi Blanco
- Noveno Regidor: Rosa María Serrano Rodríguez

### H. Ayuntamiento (2005 - 2008)
Presidente Municipal : Pedro Enrique Pérez Díaz
Síndico Municipal : Miguel Ángel Borges Che
Regidores
- Primer Regidor: Carlos Armando Parra López
- Segundo Regidor: Yesenia Ortiz Estrella
- Tercer Regidor: Octavio Sierra Cahuich
- Cuarto Regidor: Cruz de la Torre Méndez
- Quinto Regidor: Javier Caamal Jiménez
- Sexto Regidor: Ligia Alicia Alcocer Angulo
- Séptimo Regidor: Jorge Andrés Flota Castillo
- Octavo Regidor: Cesar Oswaldo Peralta Torres
- Noveno Regidor: Juan Tun Itzá

### H. Ayuntamiento (2008 - 2011)
Presidente Municipal : Otto Ventura Osorio
Síndico Municipal : Pepe Luis Flota Hernández
Regidores
- Primer Regidor: Manuel Enrique Huchín Maturel
- Segundo Regidor: Mildred Amparo Catzín Chuc
- Tercer Regidor: Juan Renán Sosa Pech
- Cuarto Regidor: Cirilo Flota Medina
- Quinto Regidor: Carlos Miguel Pérez Díaz
- Sexto Regidor: Edgar Moisés González Torres
- Séptimo Regidor: Jorge Martín Angulo
- Octavo Regidor: José Rubén Flota Martín
- Noveno Regidor: Camilo Lorenzo Hernández (+) (abril de 2008 - julio de 2008) - Gina Yolobrigida Ku Hoil (julio de 2008 - abril de 2011)

### H. Ayuntamiento (2011 - 2013)
Presidente Municipal : José Domingo Flota Castillo
Síndico Municipal : Enrique de Jesús Pacab Briceño
Regidores
- Primer Regidor: Riger Antonio Sabido Rosado
- Segundo Regidor: Mario Arturo Meza Chan
- Tercer Regidor: Victoriano Teh López
- Cuarto Regidor: María Nelsa Andrade Varguez
- Quinto Regidor: María Clotilde Moen Tut
- Sexto Regidor: Andrés Chan Cab
- Séptimo Regidor: Froylán Sosa Flota
- Octavo Regidor: Carmen Santiago Rodríguez
- Noveno Regidor: Luciano Poot Chan

### H. Ayuntamiento (2013 - 2016)
Presidente Municipal : Juan Manuel Parra López
Síndico Municipal : Rodolfo Poot Pat (Suple a Gener Alejandro Flota Becerra quien renuncia al cargo de Síndico Municipal Electo para asumir el puesto de Secretario General del H. Ayuntamiento)
Regidores
- Primer Regidor: María de la Luz Elidé Samos Yam
- Segundo Regidor: José Lorenzo Acevedo Castillo
- Tercer Regidor: Pablo Cumbá Hernández
- Cuarto Regidor: María Marlene Castillo Cano
- Quinto Regidor: Pedro David Mahay Cahuich
- Sexto Regidor: María Edilia Díaz
- Séptimo Regidor: Jorge Andrés Flota Castillo
- Octavo Regidor: Rosa María Serrano Rodríguez
- Noveno Regidor: Landy Felisa Ku Balam

### H. Ayuntamiento (2016 - 2018)
Presidente Municipal : José Dolores Baladez Chi
Síndico Municipal : Leysdi Soledad Flota Medina
Regidores
- Primer Regidor: Juan Carlos Huchín Serralta
- Segundo Regidor: Rossana Romero Ávila
- Tercer Regidor: Luis Antonio Catzín Estrella
- Cuarto Regidor: Breya Delaly Hodich Alcocer
- Quinto Regidor: David Mijail Flota Becerra
- Sexto Regidor: Karina Lorena Ivonne Chin Cahuich
- Séptimo Regidor: José Domingo Flota Castillo
- Octavo Regidor: Francisco Uc Cáceres (Suple a Pedro Enrique Pérez Díaz quien renuncia al cargo de Regidor Electo para asumir el puesto de Secretario de Desarrollo Agropecuario, Rural y Pesca (SEDARPE) del Gobierno del Estado)
- Noveno Regidor: María Dominga Chan Martín

### H. Ayuntamiento (2018 - 2021)
Presidente Municipal : Sofía Alcocer Alcocer
Síndico Municipal : Víctor Javier Díaz Selem
Regidores
- Primer Regidor: Dulce Lorena Itzá Batún
- Segundo Regidor: Carlos René Tah Koyoc
- Tercer Regidor: Heydi Guadalupe Yam Quijano
- Cuarto Regidor: Jorge Miguel Borges Reyes
- Quinto Regidor: Alicia Cristal González Varguez
- Sexto Regidor: Mario Antonio Pacheco Che
- Séptimo Regidor: Rossana Romero Ávila
- Octavo Regidor: Erik Noé Borges Yam
- Noveno Regidor: José Domingo Flota Castillo

### H. Ayuntamiento (2021 - 2024)
Presidente Municipal : Erik Noé Borges Yam
Síndico Municipal : Zugeydi Serralta Vázquez
Regidores
- Primer Regidor: Santiago Martín Angulo
- Segundo Regidor: Alba Genoveva Naal Chi
- Tercer Regidor: Luis Alfonso Tun Sandoval
- Cuarto Regidor: Minerva Marcelina Sánchez Sánchez
- Quinto Regidor: Germán Alejandro Pineda Uc
- Sexto Regidor: Griselda Chan Chuc
- Séptimo Regidor: Sofía Alcocer Alcocer
- Octavo Regidor: Carlos José Manuel Cetina Alamilla
- Noveno Regidor: Luis Fernando Carrillo Romero

## H. Ayuntamiento Actual (2024 - 2027)
Presidente Municipal : Erik Noé Borges Yam
Síndico Municipal : Rosilene de Rubí Carvajal Pech
Regidores
- Primer Regidor: Jorge Alberto Tuz Poot
- Segundo Regidor: Geily Sagrario Uh López
- Tercer Regidor: Gabriel Rodolfo Ávila López
- Cuarto Regidor: Jaddla Soledad Pacheco Hernández
- Quinto Regidor: Venancio Aban Mejía
- Sexto Regidor: Katia Stefy Pérez Rodríguez
- Séptimo Regidor: José Francisco Puc Cen
- Octavo Regidor: Sara Alicia Xiu Pérez
- Noveno Regidor: Luis Hernán Carrillo Góngora

- Datos: Q5397465